# Dorfschmiede (Erling)

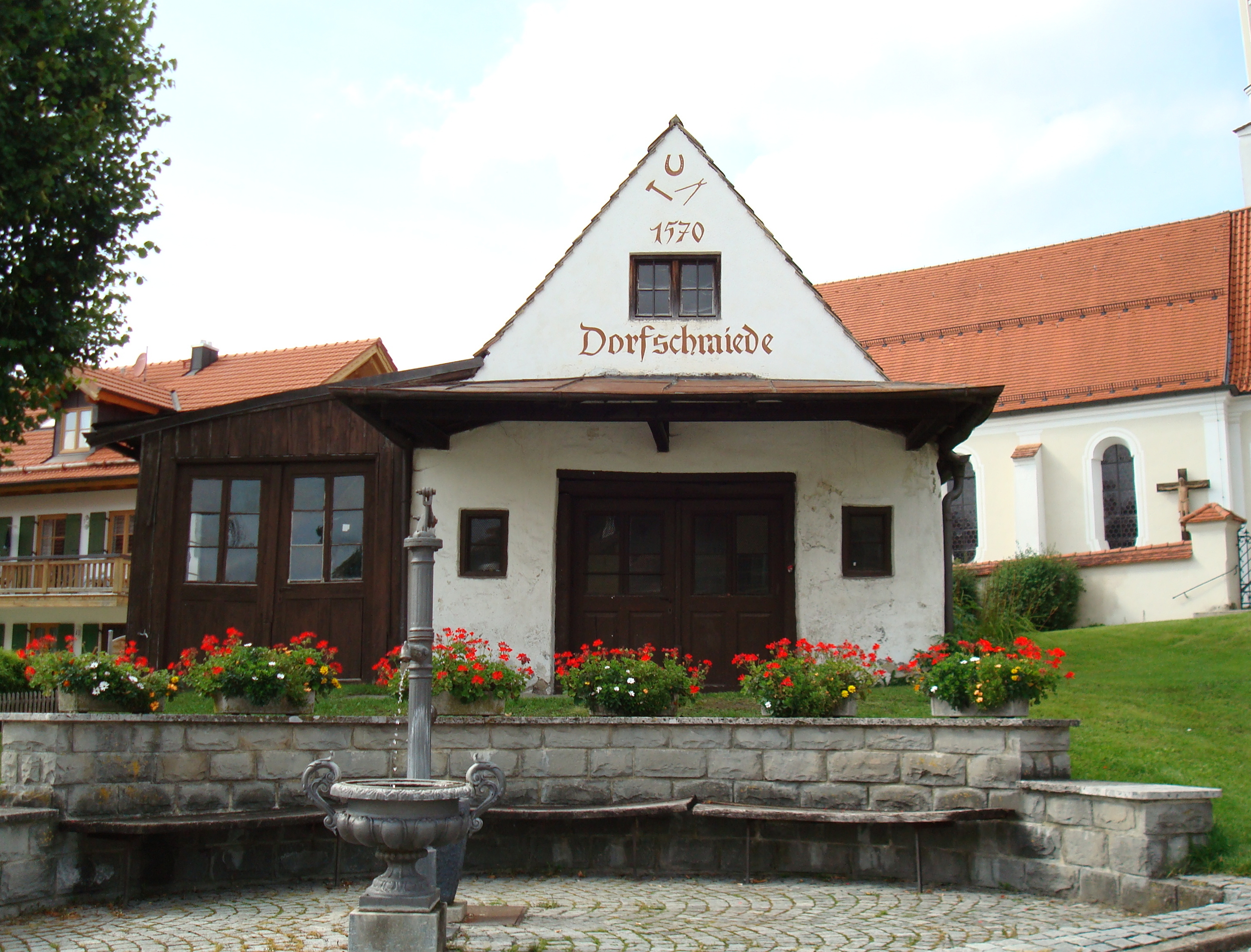
Dorfschmiede in Erling (im Hintergrund Pfarrkirche St. Vitus)

Die ehemalige Dorfschmiede in Erling, einem Gemeindeteil von Andechs im oberbayerischen Landkreis Starnberg, wurde in der ersten Hälfte des 19. Jahrhunderts errichtet. Das Gebäude am Besengaßl, unterhalb der Pfarrkirche St. Vitus, ist ein geschütztes Baudenkmal.
Der eingeschossige Satteldachbau mit seitlichem Holzanbau besitzt noch die Ausstattung der ehemaligen Schmiede. Sie dient heute als Museum, um ein typisches Handwerk in einem Dorf darzustellen, das heute nahezu überall ausgestorben ist. 